# Boston-Marathon 1898
| 2. Boston-Marathon     | 2. Boston-Marathon              |
| ---------------------- | ------------------------------- |
| Stadt                  | Boston, Vereinigte Staaten      |
| Datum                  | 19. April 1898                  |
| Distanz                | 37 – 38,5 Kilometer             |
| Sieger                 |                                 |
| Männer                 | Ronald J. MacDonald (2:42:00 h) |
| ← Boston-Marathon 1897 | Boston-Marathon 1899 →          |
| Website                | Offizielle Website              |

Der Boston-Marathon 1898 war die 2. Ausgabe der jährlich stattfindenden Laufveranstaltung in Boston, Vereinigte Staaten. Der Marathon fand am 19. April 1898 statt. Die Laufdistanz betrug zwischen 37 und 38,5 Kilometer.
Es gewann Ronald J. MacDonald in 2:42:00 h.

## Ergebnis
| Platz | Athlet              | Land               | Zeit (h) |
| ----- | ------------------- | ------------------ | -------- |
| 01    | Ronald J. MacDonald | Kanada             | 2:42:00  |
| 02    | Hamilton Gray       | Vereinigte Staaten | 2:45:03  |
| 03    | R.A. McLean         | Vereinigte Staaten | 2:48:02  |
| 04    | John J. McDermott   | Vereinigte Staaten | 2:54:17  |
| 05    | Lawrence Brignoli   | Vereinigte Staaten | 2:55:49  |
| 06    | E. Estoppey Jr.     | Vereinigte Staaten | 2:58:49  |
| 07    | Dick Grant          | Vereinigte Staaten | 3:08:55  |
| 08    | John Mason          | Vereinigte Staaten | 3:09:30  |
| 09    | D. Harrington       | Vereinigte Staaten | 3:09:30  |
| 10    | J. E. Enwright      | Vereinigte Staaten | 3:16:20  |